# Living Room (álbum de AJR)
Living Room es el álbum de estudio debut de la banda de pop estadounidense AJR . Fue lanzado a través del sello de la banda AJR Productions y Warner Music Group el 3 de marzo de 2015. El álbum fue producido desde el apartamento de la banda en Chelsea, Manhattan .

## Transfondo
AJR comenzó a tocar en varios parques de la ciudad de Nueva York el 9 de julio de 2005,  actuando como bailarines de claqué bajo el nombre de tdl. ‘TB³’ – lit. ‘Hermanos tapeando al cubo’.  Gracias a las donaciones, el grupo pudo adquirir el equipo necesario para interpretar su música.  Los hermanos comenzaron a referirse como Adam, Jack y Ryan, inspirándose en Peter, Paul y Mary, antes de acortarlo a AJR.  En un principio interpretaron covers, y más tarde escribieron canciones originales.  Estas fueron incluidas en sus álbumes lanzados independientemente Born and Bred (2010) y Venture (2010). 

## Promoción
AJR lanzó de forma independiente un EP homónimo en 2012. A esto le siguió el EP debut de la banda con un sello importante, 6foot1, el 20 de diciembre de 2013.  Incluía el sencillo estrella de la banda, " I'm Ready ",  que ayudó a la banda a conseguir un contrato discográfico con Warner Music Group .  El segundo EP de la banda, Infinity, fue lanzado el 23 de septiembre de 2014, con su único sencillo "Infinity" siendo el segundo sencillo de Living Room.  

## Lista de canciones
Todas las canciones escritas y compuestas por Jack y Ryan Met menos las marcadas. 
| N.º   | Título                           | Escritor(es) | Duración |  |
| 1.    | «Overture»                       |              | 2:38     |  |
| 2.    | «Infinity»                       |              | 4:00     |  |
| 3.    | «I'm Ready»                      | Jack Met     | 3:47     |  |
| 4.    | «My Calling»                     |              | 3:38     |  |
| 5.    | «Thirsty»                        |              | 3:02     |  |
| 6.    | «Pitchfork Kids»                 |              | 3:33     |  |
| 7.    | «Woody Allen»                    |              | 3:45     |  |
| 8.    | «Livin' on Love»                 |              | 3:42     |  |
| 9.    | «Big White Bed»                  |              | 2:43     |  |
| 10.   | «The World Is a Marble Heart»    |              | 3:10     |  |
| 11.   | «The Green and the Town»         |              | 5:06     |  |
| 12.   | «Big Idea»                       |              | 3:21     |  |
| 13.   | «Growing Old on Bleecker Street» |              | 3:23     |  |
| 46:02 |                                  |              |          |  |

## Personal
Créditos adaptados de Tidal . 
- Adam Met – bajo, voz
- Jack Met – voz principal, instrumentos
- Ryan Met – voz principal, producción, mezcla (all tracks), arreglista (3)
- Chris Gehringer – ingeniero de masterización